# Ngawen (plaats in Blora)
Ngawen is een bestuurslaag in het regentschap Blora van de provincie Midden-Java, Indonesië. Ngawen telt 6275 inwoners (volkstelling 2010).